# SpiderOak
SpiderOak és un servei de còpies de seguretat remot d'origen estatunidenc que serveix per fer còpies de seguretat, compartir, sincronitzar, accedir i emmagatzemar dades utilitzant un servidor extern. SpiderOak és accessible a través d'una aplicació per a les plataformes d'ordinadors Windows, Mac i Linux, i els mòbils Android, N900 Maemo i iOS. SpiderOak permet a l'usuari realitzar còpies de seguretat de qualsevol carpeta determinada del seu equip. D'acord amb SpiderOak, el programari utilitza creació de claus xifrades en l'emmagatzematge al núvol i encriptació del client, de manera que fins i tot els empleats de SpiderOak no poden accedir a la informació dels usuaris. Alguns components de SpiderOak són de codi obert, i en 2009 la companyia va anunciar la seva intenció que el programa client sigui totalment de codi obert en el futur, però a partir de 2014 la font del client no està disponible.
A mitjan 2014, el servei s'acostava a 1 milió d'usuaris, i l'empresa SpiderOak, ubicada en un barri de Chicago, tenia 42 empleats, encapçalats per l'executiu en cap Ethan Oberman. A més de Chicago, SpiderOak també compta amb oficines a San Francisco i Kansas City (obertes el 2013), així com els empleats remots dins i fora dels EUA.
SpiderOak es distingeix de la competència en la provisió de xifrat, en la provisió per a la sincronització d'arxius i carpetes a través de múltiples dispositius, i en deduplicació automàtica de dades. L'empresa ofereix serveis gratuïts de pujada per als comptes que no excedeixin una mida màxima, serveis de primera qualitat en una quota mensual, i descomptes de referència.
SpiderOak va ser qualificada com a "Meravellosa" per la revista MacLife en 2009 i també es va aconseguir el "Editor's Choice" per la revista Computer Shopper el maig de 2009. En una entrevista el juliol de 2014, l'extreballador de la NSA, Edward Snowden, va recomanar SpiderOak davant Dropbox, citant la seva millor protecció contra la vigilància del govern.

## Història
SpiderOak va ser creada el 2007 per Ethan Oberman i Alan Fairless com un programa de còpies de seguretat privat sense coneixements en el tema. El 2013, SpiderOak va començar a desenvolupar Crypton, "un entorn de treball de JavaScript per crear aplicacions on el servidor no coneix els continguts que s'emmagatzemen en nom dels usuaris." Crypton és un projecte de codi obert el que permet als desenvolupadors afegir fàcilment seguretat d'encriptació a aplicacions mòbils.

## Característiques principals
- Totes les dades accessibles en un sol lloc de-duplicat
- Sincronització multi-plataforma configurable
- Preservar totes les versions històriques i arxius esborrats
- Compartir carpetes en ShareRooms web amb notificacions RSS[3]
- Recuperar arxius des de qualsevol dispositiu connectat a Internet
- Encriptació de dades de manera fàcil si només s'utilitza el client d'escriptori, és a dir, sense compartir, d'accés web, o l'accés mòbil.[18] Aquesta afirmació, però, no pot ser confirmada pel client, ja que és de codi tancat.[19]
- Dispositius il·limitats[20]
- Un enfocament per capes per al xifrat, usant una combinació de RSA de 2048 bits i AES de 256 bits.[4]